# Basílica de San José (Webster)
La Basílica de San José (en inglés: St. Joseph Basilica) Es una iglesia parroquial en Webster, Massachusetts, en el este de Estados Unidos, que fue fundada en 1887 como la primera parroquia católica designada para inmigrantes polacos en Nueva Inglaterra. Ubicada en la Diócesis Católica de Worcester, fue elevada a la dignidad de una basílica menor en 1998 por el Papa Juan Pablo II.
La Basílica de San José es una estructura neogótica diseñada por el arquitecto John W. Donohue, quien fue durante muchos años el arquitecto oficial de la Diócesis de Springfield, que en ese momento abarcaba Webster y todo el condado de Worcester.